# Valli O'Reilly
Valli O'Reilly é uma maquiadora estadunidense. Venceu o Oscar de melhor maquiagem e penteados na edição de 2005 por Lemony Snicket's A Series of Unfortunate Events, ao lado de Bill Corso.